# Boarmia jejunaria
Boarmia jejunaria là một loài bướm đêm trong họ Geometridae.